# Якушина, Оксана Александровна
Оксана Александровна Якушина (род. 24 января 2001, Уфа) — российская волейболистка, нападающая (доигровщица и диагональная).

## Биография
Мать Оксаны — Елена Якушина — до 2012 года выступала за «Уфимочку-УГНТУ». С 2007 Оксана занималась в уфимском модельном агентстве «Премьера». В 2009 победила в детских конкурсах красоты «Хрустальная корона Урала» и «Хрустальная корона России», а в следующем году первенствовала в международном конкурсе «Хрустальная корона мира». В 2011 выиграла Гран-при конкурса «Мини-мисс Россия» и в том же году победила на всемирном детском конкурсе красоты «Мини-мисс и -мистер планета» (Little Miss&Mister Planet) в Болгарии (в возрастной категории 10-12 лет).
В 2011 году была приглашена в московскую СДЮСШОР № 73 «Виктория», где начала заниматься волейболом у тренера М. Н. Калинчевой. В 2015 включена в состав фарм-команды подмосковного «Заречье-Одинцово», с которой в 2017 стала призёром чемпионата и Кубка Молодёжной лиги. В 2016 дебютировала уже в основном составе клуба из Московской области в суперлиге чемпионата России. В 2018—2019 один сезон отыграла в Липецке, после чего вернулась в «Заречье-Одинцово», но из-за травм была вынуждена пропустить два из трёх последующих сезонов.
В 2022 заключила контракт с нижегородским ВК «Спарта».
В 2017 выступала за юниорскую, а в 2018—2019 — за молодёжную сборные России. Чемпионка Европы среди девушек 2017, бронзовый призёр чемпионата мира среди девушек 2017 и молодёжного чемпионата мира 2019, серебряный призёр молодёжного чемпионата Европы 2018.

### Клубная карьера
- 2015—2018 —  «Подмосковье» (Московская область) — молодёжная лига;
- 2016—2018 —  «Заречье-Одинцово» (Московская область) — суперлига;
- 2018—2019 —  «Липецк» (Липецк) — высшая лига «А»;
- 2020—2021 —  «Заречье-Одинцово» (Московская область) — суперлига;
- 2022—2023 —  «Спарта» (Нижний Новгород) — суперлига;
- 2023—2024 —  «Херцег-Нови».
- 2024—2025 —  «Расинг Клуб де Канн» (Канны);
- с 2025 —  «СигортаШоп» (Анкара).

## Достижения

### Клубные
- бронзовый призёр Молодёжной лиги чемпионата России 2017.
- серебряный призёр розыгрыша Кубка Молодёжной лиги 2017.
- чемпионка Черногории 2024.
- победитель розыгрыша Кубка Черногории 2024.

### Со сборными России
- бронзовый призёр чемпионата мира среди молодёжных команд 2019.
- серебряный призёр чемпионата Европы среди молодёжных команд 2018.
- бронзовый призёр чемпионата мира среди девушек 2017.
- чемпионка Европы среди девушек 2017.
- бронзовый призёр Европейского юношеского олимпийского фестиваля 2017.